# История Арды
История Арды, часто называемая также история Средиземья — вымышленная история мира, разработанного в корпусе произведений Дж. Р. Р. Толкина и являющегося частью материальной вселенной Эа.
История Арды началась тогда, когда Айнур спустились в неё после сотворения физической реальности. Далее — вплоть до первого восхода Солнца — время стало исчисляться с помощью Валианских лет. До того, как Солнце впервые взошло над миром, в Арде минуло 5000 Валианских лет, из которых 1495 лет носили отдельное название — Годы Древ. После гибели Древ Валинора свой отсчёт начали Годы Солнца, которые отмеривались по движению этого светила.
Согласно другой, параллельной хронологии, история Арды делится на продолжительные эпохи Детей Илуватара. Первая эпоха, будучи самой долгой, началась с пробуждения эльфов за 450 Валианских лет до первого восхода Солнца, а завершилась приблизительно через шестьсот лет после этого. Таким образом, в Годах Солнца исчислялись последние шесть веков Первой, а затем Вторая, Третья и все последующие эпохи целиком. Большинство текстов о Средиземье приходится на Первую, Вторую и Третью эпохи, затрагивая лишь первые полтора века Четвёртой.

## Музыка Айнур
Согласно «Айнулиндалэ», материальная вселенная Эа и Арда были созданы единым богом Эру Илуватаром.
История началась с того, что Эру Илуватар создал духов Айнур, задав каждому из них музыкальную тему. Вначале Айнур исполняли свои музыкальные темы поодиночке или в группах, но когда согласие и гармония между ними выросли, Эру собрал всех Айнур и объявил им «великую тему», повелев им всем вместе воплотить её в Великую Музыку. Голоса Айнур сплелись в песнь, что заполнила «кущи Илуватара» и полилась дальше, заполнив Пустоту.
После этого Илуватар представил Айнур зримое, материальное воплощение исполненной ими Великой Музыки — сферу материального Мира, покоящуюся среди Пустоты. Перед Айнур развернулась и вся дальнейшая история этого Мира. Айнур впервые узрели предстоящий приход Детей Илуватара — эльфов и людей.
Многие из числа самых могущественных Айнур обратили все помыслы свои к представленной им тверди. Узрев, что Айнур страстно желают осуществления всего увиденного ими, Илуватар воззвал к ним и воскликнул: «Эа! Да будет так!». Так Эру создал материальную Вселенную Эа и Арду — будущую обитель Детей Илуватара. Часть Айнур спустилась в созданный мир, став Валар, властелинами Арды. В их деяниях им помогали Майар, менее могущественные духи.

## Годы Арды

### Валианские годы

#### Первая война
Когда Валар вошли в Арду, она была безжизненна и бесформенна, и Валар лишь предстояло воплотить то, что они узрели в видении Илуватара. Этот труд длился бессчётные века. В созидании мира главная роль пришлась на Манвэ, Улмо и Аулэ, но и Мелькор был в Арде с самого начала и вмешивался во все дела Валар, продвигая свои собственные замыслы, и возжёг великие пожары. Пока Земля была ещё молода и объята пламенем, Мелькор возжелал полной власти над ней и объявил Арду своим королевством. Против него выступил брат его, Манвэ; на помощь ему слетели многие духи, чтобы не помешал Мелькор завершению их трудов. Они трудились сообща, придавая Земле законченность, упорядочивая хаос и укрощая буйство стихий. Так началась первая война между Мелькором и прочими Валар.
Будучи сильнейшим из них, Мелькор побеждал в войне до тех пор, пока в 1500 году на помощь Валар не пришёл непобедимо сильный и смелый дух — Тулкас. В глубине небес, где он обитал, прослышал он про битву, разыгравшуюся в Арде, и вздрогнула земля от раскатов его смеха, когда вышел он на битву с Мелькором. В бою его ярость не знала границ, и, не выдержав смеха и гнева воина, Мелькор отступил, скрывшись во внешнем мраке за Стенами Ночи. Там он долгое время и находился, вынашивая свои тёмные замыслы, и с тех пор возненавидел Тулкаса. В Арде же надолго воцарился мир.

#### Весна Арды
После бегства Мелькора Валар упорядочили моря, и земли, и горы; и Йаванна бросила в землю семена. Теперь, когда огонь был укрощён или погребён в недрах первозданных холмов, понадобился свет. Для освещения Арды Валар создали два великих Светильника (англ. Lamps), названных Иллуин и Ормал, и установили их на могучих каменных столпах в 1900 году. Свет их струился над Землёй, освещая её от края до края, и был вечный день. В центре, где сливался свет двух Светильников, Валар создали своё Первое Королевство на острове Алмарен посреди Великого озера.
Последующий идиллический период после сотворения и формирования Арды, когда Валар наполнили мир истинными чудесами красоты и гармонии, несмотря на искажение Арды в ходе первой войны с Мелькором, был известен как Весна Арды (англ. Spring of Arda). Тогда на земле впервые расцвела жизнь и природа; семена, брошенные Йаванной, проросли и дали всходы, и на бескрайних лугах и в великих лесах проявилось неисчислимое множество разнообразных растений: мхи и травы, гигантские папоротники и деревья, вершины которых венчали тучи, а подножия укрывал зелёный сумрак. Поля и ручьи населило множество мирных, красивых животных и существ. Однако Мелькор через своих тайных друзей и соглядатаев знал обо всём, что делалось в Арде, и его обуревали ненависть и зависть к творениям его собратьев. Он призвал к себе из чертогов Эа духов, склонил их к себе на службу, уверился в своей силе и стал ждать удобного момента для нападения.
В 3400 году, пока Валар отдыхали от трудов на своём острове Алмарен и праздновали свадьбу Тулкаса с Нэссой, Мелькор незамеченным проник через Стены ночи (англ. Walls of Night) в Арду и тайно воздвиг огромные Железные горы, стеной отгородившие северные земли. В недрах гор он возвёл тёмную крепость Утумно, откуда начал подтачивать творение Валар, отравляя воды и леса. Прекрасных созданий Йаванны он терзал и мучил, пока они не превратились в чудовищ, жаждущих крови. Когда же Мелькор счёл себя достаточно сильным, он открыто выступил против Валар, застав их врасплох. В 3450 году он сокрушил оба Светильника, и всепожирающее пламя охватило весь мир. Земная твердь раскололась, моря вышли из берегов. Прекрасное королевство Валар было полностью разрушено. Мир снова погрузился во мрак. Происходили землетрясения, пылали пожары, на море поднялись огромные волны. Потребовалась вся мощь Валар, чтобы смирить силу глобальных катаклизмов и не допустить полного уничтожения мира. Очертания Арды и симметрия её вод и земель были нарушены, так что первоначальным замыслам Валар не суждено было возродиться. Возникли новые континенты: Аман на западе, Средиземье в центре и необитаемые земли (позднее названные Зёмлей Солнца) на востоке. На месте крушения северного Светильника возникло внутреннее море Хелькар, заливом которого стало озеро Куивиэнен. На месте крушения южного Светильника возникло море Рингиль. Мелькор же ускользнул и, хотя Тулкас пытался догнать его, скрылся в подземельях Утумно. Валар же пытались спасти из хаоса разрушения всё, что было можно, и не стали сражаться с Мелькором, понимая, что война принесёт новые разрушения. К тому же, им пока не было известно, в каких местах появятся Дети Илуватара, и час их прихода сокрыт был от Валар; по этой причине  они опасались снова перестраивать Средиземье.
С разрушением двух Светильников закончилась Весна Арды и начались Годы Древ (англ. Years of the Trees). Валар отправились на запад, на великий континент Аман, который позднее стали называть Бессмертными Землями, и основали там своё новое королевство — Валинор, где возвели прекрасный город Валимар в 3500 году. Погубленные земли Средиземья остались во власти злобного Мелькора, и время от времени туда наведывались лишь Йаванна, старавшаяся излечить нанесённые земле раны, и Оромэ, неустанно охотившийся на тварей Врага.

#### Годы Древ
Из рукописей Толкина под названием «Анналы Амана» известно, что Годы Древ (англ. Years of the Trees) начали свой отсчёт через три тысячи пятьсот валианских лет после сотворения Арды, что составляло приблизительно тридцать четыре тысячи солнечных лет. После разрушения Светильников и Алмарена Валар покинули Средиземье и поселились на западном континенте Аман, у самых границ мира. На его восточном побережье они возвели высочайшие горы Пелори, за которыми укрыли своё второе королевство, Валинор. Йаванна своей песней создала два Древа, Тельперион (серебряное) и Лаурелин (золотое). Светящиеся Древа освещали Валинор, но Средиземье было во тьме, освещаемое лишь звёздами. Для защиты растений и животных Средиземья Йаванна на время отсутствия света погрузила их в сон («Сон Йаванны»).
С первым расцветом Двух Древ в 3501 году (1 год Древ) начались Блаженные дни (англ. Days of Bliss), которые были периодом мира и процветания Валинора, пока не наступило его Затмение. Манвэ, Йаванна и Аулэ создали в Средиземье орлов, энтов и гномов соответственно, однако все они были погружены в сон до прибытия Перворождённых (эльфов). Пока Бессмертные Земли наслаждались благодатью Древ, для Средиземья этот период, длившийся десять тысяч человеческих лет, был Эпохой Мрака. Горы Пелори, защищавшие Валинор от вторжения, одновременно блокировали Свет Древ Валар, и Средиземье жило в ужасе и страхе под правлением жестокого Мелькора.
В 1000 году Валар держали совет в Маханаксаре, где говорили о грядущем пришествии в мир Детей Илуватара. В преддверии прихода Перворождённых Варда взяла серебряную росу Тельпериона, собранную в чаши, и из неё сотворила над Средиземьем новые звёзды, много ярче прежних. Сразу же после этого, «когда Менельмакар впервые взошёл на небо и синий огонь Хеллуина замерцал в тумане над границей мира», в 1050 году на берегах озера Куивиэнен на северо-востоке Средиземья пробудились первые эльфы, что ознаменовало начало Первой эпохи детей Илуватара. Средиземье в это время укрывали звёздные сумерки. Слуги Мелькора, обнаружив эльфов, начали охотиться на них. Похищенных его слугами эльфов Мелькор в насмешку над замыслом Илуватара исказил в первых орков. Узнав о пробуждении эльфов и об угнетении их Мелькором в 1080 году, Валар и Майар вошли в Средиземье, где сразились с Мелькором в Войне властей (англ. War of the Powers) с 1090 по 1099 годы. Мелькор потерпел поражение и укрылся в Утумно. После осады Утумно он был схвачен Тулкасом и, закованный цепью Ангайнор, был доставлен в Валинор в качестве пленника, ожидая суда.
После пленения Мелькора Оромэ призвал эльфов в Аман. Многие из эльфов приняли приглашение и отправились в поход на запад, который продолжался с 1105 по 1151 годы. По пути часть эльфов осталась в Средиземье, в частности нандор и синдар. В Аман прибыли три клана эльфов — ваньяр, нолдор и телери. Они поселились в Эльдамаре, «Доме эльфов», построив каменный город Тирион и лебединую гавань Алквалондэ.
Так наступил Полдень Валинора (англ. Noontide of Valinor). Проведя три века заключения в Чертогах Мандоса с 1100 по 1400 годы, Мелькор получил свободу. Обманув Валар своим притворным раскаянием и смирением, он ввёл в искушение народ нолдор — явился им и открыл тайное знание, тем самым вселив в их сердца гордыню и алчность. Мелькор начал настраивать эльфов против Валар и сеять вражду между Феанором и Финголфином, сыновьями короля нолдор Финвэ. В 1495 году с помощью Унголиант Мелькор уничтожил Древа Валар, а затем убил Финвэ и похитил Сильмарили, три величайших драгоценных камня, созданных в 1450 году Феанором и заключавших в себе свет Двух Древ Валинора. После этого мир вновь погрузился во тьму, и лишь свет звёзд озарял его.
Обезумевший от горя Феанор проклял Мелькора и нарёк его Морготом, Чёрным врагом мира, «и лишь под этим именем знали его эльдар впредь». Феанор поднял бунт нолдор против Валар и повёл свой народ в Средиземье, устроив братоубийственную резню в Алквалондэ, в которой были убиты многие телери. После этого Мандос в 1496 году наложил на Феанора и его последователей проклятье. Тогда же Финарфин вернулся в Валинор, а годом позже Феанор со своим войском на кораблях отплыл в Средиземье, предав Финголфина, который был вынужден вести своё войско через покрытый ледяными торосами залив Хелькараксэ, и в этом походе многие погибли. В Средиземье началась Война камней, продлившаяся до самого конца Первой эпохи. С погибшего Тельпериона Валар сорвали единственный серебряный цветок, а с погибшего Лаурелина — единственный золотой плод. Из них были созданы Луна и Солнце, ставшие частью Арды, в 1500 году. Первый восход Солнца ознаменовал конец летоисчисления по свету Древ и начало отсчёта Годов Солнца, которые длится и по сей день. Согласно «Анналам Амана», между первым расцветом Древ и первым восходом Луны миновало одна тысяча пятьсот валианских лет, что составляло приблизительно четырнадцать тысяч четыреста солнечных лет.

### Годы Солнца
Годы Солнца (англ. Years of the Sun) стали последней из трёх великих эпох Арды. Они начались с первым восходом Солнца; в то же время произошёл исход нолдор в Средиземье. Годы Солнца длятся и по сей день. Годы Солнца длились в Первую, Вторую и Третью эпохи, описанные в произведениях Толкина. Толкин считал, что в настоящее время идёт Шестая или Седьмая эпоха.

### Краткая хронология
| Годы Арды       | Эпохи Детей Илуватара                  | Длительность         | Начало | Определяющие события |
| --------------- | -------------------------------------- | -------------------- | --- | --- |
| Дни прежде дней |                                        | 33 537 лет           | 62 260 лет до н. э. | - Пришествие Валар и майар в Арду после Музыки Айнур - Первая война Валар и Мелькора, искажение Арды Мелькором - Поражение Мелькора, возведение Светильников, Весна Арды - Возвращение Мелькора, крушение Светильников, конец Весны |
| Годы Древ       | 10 061 год                             | 28 723 года до н. э. | - Основание Амана, господство Мелькора в Средиземье - Первый расцвет Двух Древ в Валиноре - Сотворение гномов, энтов и орлов - Варда завершает создание новых звёзд | |
| Годы Древ       | Первая эпоха                           | 28 723 года до н. э. | 4312 лет | - Пробуждение эльфов и их масштабная миграция на запад - Война Стихий, пленение Мелькора, создание Сильмарилей - Уничтожение Двух Древ Мелькором и Унголиант - Похищение Сильмарилей Мелькором, мятеж Феанора                       |
| Годы Солнца     | Первая эпоха                           | 590 лет              | 14 350 лет до н. э. | - Создание Луны и Солнца, пробуждение людей - Приход нолдор в Средиземье, установление осады Ангбанда - Падение королевств эльфов и людей перед мощью Моргота - Война Гнева, свержение Моргота, затопление Белерианда               |
| Годы Солнца     | Вторая эпоха                           | 3441 год             | 13 760 лет до н. э. | - Основание, возвышение и упадок Нуменора - Создание Колец Власти и войны против Саурона - Гибель Нуменора, удаление Валинора из кругов мира - Война Последнего Союза и первое поражение Саурона                                    |
| Годы Солнца     | Третья эпоха                           | 3021 год             | 10 319 лет до н. э. | - Основание Шира и Рохана, правление наместников в Гондоре - Возвращение Саурона в Мордор, Война Кольца - Уничтожение Единого Кольца и низвержение Саурона - Владычество людей и окончательное угасание эльфов                      |
| Годы Солнца     | Четвёртая эпоха                        | ?                    | 7298 лет до н. э. | - Последние эльфы покидают Средиземье - Перемещение континентов до нынешнего состояния - История древнего мира, Средних веков и Нового времени - Публикация романа «Властелин колец» (1954—1955)                                    |
| Годы Солнца     | Пятая эпоха Шестая эпоха Седьмая эпоха | ?                    | | - Последние эльфы покидают Средиземье - Перемещение континентов до нынешнего состояния - История древнего мира, Средних веков и Нового времени - Публикация романа «Властелин колец» (1954—1955)                                    |

## Эпохи Детей Илуватара
Отсчёт Времени в Арде впервые начался только с первого расцвета Двух Древ в 1 году Древ (также 3501 Валианский год), однако деление истории Арды и Средиземья на Эпохи не велось ровно до тех пор, пока не пробудились эльфы, старшие Дети Илуватара.

### Первая эпоха
События Первой эпохи описаны в книгах «Сильмариллион», «Неоконченные предания Нуменора и Средиземья», «Дети Хурина», «Берен и Лутиэн», «Падение Гондолина», «Природа Средиземья», а также в 12-томной «Истории Средиземья».
Согласно «Анналам Амана», Первая эпоха Детей Илуватара (англ. First Age of the Children of Ilúvatar; как правило, просто First Age) началась в 1050 году Древ, когда на берегах озера Куивиэнен в центре Средиземья пробудились эльфы (квенди):123 — это означает, что бо́льшая часть Первой эпохи исчислялась в Годах Древ (события того времени описаны выше). Согласно «Анналам Валинора», Первая эпоха завершилась, когда Финголфин прибыл в Белерианд и Солнце впервые взошло над Средиземьем. Однако в летописях нолдор Первая эпоха также включает в себя шесть веков, прошедших в Белерианде во время войн против Моргота, и завершилась она падением Ангбанда. Таким образом, это был наиболее продолжительный период в ряду четырёх летописных эпох Средиземья.
В 1152 году Древ Элу Тингол вернулся к своему народу рука об руку с Мелиан, которая стала его женой, объявив об основании королевства Дориат в лесах Региона и Нельдорета, и все эльфы Белерианда признали на собой его верховную власть. В 1200 году королева Мелиан родила дочь Лутиэн, а через 50 лет после её рождения синдар впервые вступили в контакт с гномами Синих гор; несмотря на различия, оба народа установили дружественные отношения и заключили взаимовыгодную торговлю. В 1300 году по заказу Тингола гномы выстроили для него прекрасный подземный город Менегрот, столицу Дориата; попутно они постигли многое от Мелиан и переняли от эльфов руническую письменность кирт, изобретённую в том же году менестрелем Даэроном. В 1330 году в Белерианде впервые появлялись орки, о чём синдар были предупреждены гномами, кузни которых стали работать без устали, поставляя запасы оружия для эльфийский арсеналов. Через двадцать лет после этого в Белерианд пришла часть нандор под властью Денетора, которому Тингол разрешил поселиться в лесах Оссирианда. Последующие годы в Белерианда долго царил мир до тех пор, пока на север не вернулся Моргот, который атаковал синдар в 1497 году. Так разыгралась Первая битва за Белерианд; и хотя Тингол разгромил орков, а Мелиан оградила его королевство магической завесой, гавани Фаласа попали во вражескую осаду, а эльфы Оссирианда оказались обескровлены Такое положение вещей переменилось в безоговорчную пользу эльфов только с прибытием в Средиземье нолдор под главенством Феанора.
С первым восходом Луны и Солнца на востоке Средиземья в земле Хильдориэн проснулись младшие дети Илуватара — люди.
После возвращения нолдор в 1497 году Древ начались их войны с Морготом. В Дагор-нуин-Гилиат («Битве под звёздами») после боя с балрогами погиб Феанор; его старший сын Маэдрос попал в плен к Мелькору, но был спасён кузеном Фингоном. После отречения Маэдроса, как старший в роду Финвэ, Финголфин стал верховным королём нолдор-изгнанников в Средиземье. Народ Финголфина расселился в Митриме, его старший сын Фингон получил владения в Дор-ломине к западу от владений отца. Ещё западнее Дор-ломина в Неврасте были владения Тургона, второго сына Финголфина. В нагорье Дортонион к востоку от Хитлума поселились сыновья Финарфина Ангрод и Аэгнор. Восточнее, в долине Лотланн поселились сыновья Феанора — Маэдрос, который ранее пережил плен у Моргота, а чуть южнее него — Маглор. На берегах реки Нарог по совету своего двоюродного деда Тингола Финрод, старший сын Финарфина, основал королевство Нарготронд; дети Финарфина оказались единственными из нолдор, кому в силу родства и неучастия в братоубийстве Тингол разрешил беспрепятственно посещать Дориат. Западнее, в Фаласе, находились гавани Кирдана Корабела. К югу от Дортониона находился Дориат, лесное королевство Тингола, короля всех синдар; его столицей был подземный город Менегрот. На юго-востоке Белерианда правили сыновья Феанора Амрод и Амрас. Ещё восточнее, за рекой Гелион, лежали владения сына Феанора Карантира.
Через 60 лет после прибытия Финголфина в Белерианд произошла Дагор Аглареб («Славная битва»), в котором нолдор во главе с Финголфином и Маэдросом разгромили силы Моргота и осадили его крепость Ангбанд. Осада Ангбанда длилась 400 лет; в течение этого времени длился так называемый «долгий мир». В этот период в Белерианд из-за Эред Луин прибыли первые люди из рода Беора, с которыми подружился Финрод; это произошло через 310 лет после первого восхода Солнца. Тургон при помощи Улмо обнаружил в верховьях реки Сирион скрытую в горах долину Тумладен, где был построен город Гондолин, скрытый от Моргота. Там возникло новое королевство Тургона, куда он переселился из Невраста.
Через 455 лет после первого восхода Солнца и прибытия Финголфина в Средиземье Моргот прорвал осаду Ангбанда. Началась Дагор Браголлах («Битва внезапного пламени»). На осаждающие армии потекли «реки огня с Тангородрима», зелёная равнина Ард-гален была сожжена и превратилась в смертоносную пустыню, где ничего не росло; её назвали Анфауглит («Удушающая пыль»). Из Ангбанда вышла большая армия орков и балрогов во главе с огнедышащим Глаурунгом, «отцом драконов». В битве с врагом погибли сыновья Финарфина Ангрод и Аэгнор. Сам Финрод был спасён во время боя от гибели потомком Беора Старого Барахиром. Король Финголфин в одиночку бросил вызов Морготу и бился с ним у ворот Ангбанда, нанеся ему семь ран своим мечом Рингилем, но в итоге был убит Морготом. Новым Верховным королём нолдор стал Фингон.
Берен, человек из рода Беора, потерявший своего отца Барахира из-за измены Горлима в Дортонионе, проник в Дориат, где влюбился в эльфийку Лутиэн, дочь короля Дориата Тингола и майа Мелиан. Тингол, не желая брака своей дочери и смертного, потребовал у Берена добыть Сильмариль из железной короны Моргота. В поход за Сильмарилями Берен отправился с Финродом Фелагундом, который при этом передал власть в Нарготронде своему брату Ородрету. Они были схвачены помощником Моргота Сауроном; Финрод погиб в плену. Оказавшаяся на время в руках сыновей Феанора Лутиэн и пёс Хуан освободили Берена. Втроём они пробрались в Ангбанд, где Берен достал один Сильмариль из короны Моргота, которого усыпила дочь Тингола. Волк Моргота Кархарот откусил Берену руку с Сильмарилем. Орлы спасли Берена и Лутиэн из Ангбанда. В Дориате во время устроенной Тинголом охоты Кархарот и Хуан погибли в поединке друг с другом, из брюха Кархарота эльфы достали Сильмариль. Берен умер от ранений, нанесённых Кархаротом; Лутиэн также умерла от горя. В Чертогах Мандоса в Валиноре Лутиэн был предложен выбор: вечно жить с Валар в Валимаре или вернуться в Средиземье с Береном, но стать смертной. Она выбрала участь смертной и вместе с Береном возродилась в Средиземье. Они жили в Оссирианде ещё 36 лет до своей смерти от старости.
В 472 году Солнца Первой эпохи войска эльфов, людей и гномов были разгромлены в Нирнаэт Арноэдиад («Битве бессчётных слёз»); Готмог, повелитель балрогов, убил короля Фингона. Моргот захватил весь север Белерианда. В 495 году Глаурунг разрушил Нарготронд, но был убит сыном Хурина Турином Турамбаром, который затем покончил с собой из-за проклятия Моргота. В 503 году гномы Ногрода убили Тингола, решив завладеть ожерельем Наугламиром с вправленным в него Сильмарилем, однако Берен отомстил им, а его жена стала владельцем Сильмариля. В 506 году в резне, учинённой сыновьями Феанора из-за Сильмариля, был убит король Дориата Диор, сын Берена и Лутиэн; королевство Дориат окончательно было уничтожено. Через четыре года из-за предательства Маэглина произошло падение Гондолина, его король Тургон погиб вместе с большей частью населения города. Моргот фактически захватил весь Белерианд и уничтожил все королевства эльфов и людей, за исключением небольшого поселения в устье реки Сирион и лагеря эльфов на острове Балар.
Полуэльф Эарендиль (сын Туора и Идриль и внук Тургона) вместе со своей женой Эльвинг (внучкой Берена и Лутиэн) и Сильмарилем отправились в Валинор на корабле «Вингилот»; Эарендиль обратился к Валар с просьбой о помощи. В 545 году огромное войско Валар вступило в Белерианд, к тому моменту заполненный «неисчислимыми» армиями Моргота, и началась Война гнева. Она длилась чуть более 40 лет. Три дома людей сражались на стороне Валар, но большая часть людей (недавно пришедших с востока Средиземья) воевала на стороне Моргота. Силы Валар уничтожили огромное количество орков и почти всех балрогов, после чего Моргот бросил в бой свой последний резерв — крылатых драконов во главе с Анкалагоном. Анкалагон был сражён в воздушном бою с Эарендилем и, поверженный, рухнул на Тангородрим, разметав укрепления Ангбанда; сама же твердыня Врага была стёрта с лица земли воинством Валар. Сильмариль Эарендиля был помещён на небо, а два оставшихся камня были извлечены из короны Моргота, но сгинули в недрах земли и пучине вод, куда их выбросили сыновья Феанора Маэдрос и Маглор. В результате Войны гнева Белерианд был разрушен и ушёл под воду. Часть выживших эльфов Белерианда отправилась в Аман, поселившись на острове Тол Эрессеа, часть же решила остаться в Средиземье. Среди последних были Кирдан Корабел, Келеборн и его жена Галадриэль, Гиль-галад и Эльронд Полуэльф. В 590 году, вновь представ перед судом Валар в Валиноре, поверженный Моргот был казнён Мандосом, а его умалившийся дух Манвэ выбросил из Арды через Врата ночи за пределы Стен мира, в Пустоту-вне-времени, и Первая эпоха завершилась.
Первую эпоху также называли Древними Днями (англ. Elder Days), хотя начиная с Четвёртой эпохи это название иногда стало использоваться и для обозначения первых трёх Эпох в целом.

### Вторая эпоха
Вторая эпоха характеризовалась расцветом Нуменора, созданием Колец власти и войнами против Саурона. Её события описаны в «Приложениях» к «Властелину колец», а также в книгах «Сильмариллион», «Неоконченные предания Нуменора и Средиземья», «Утраченный путь и другие произведения», «Кольцо Моргота», «Народы Средиземья» и «Природа Средиземья».
Она началась спустя 590 лет после возвращения эльфов-нолдор в Средиземье, когда завершилась Война гнева, Моргот был побеждён, а Белерианд был разрушен и затоплен. В начале Второй эпохи на западе Средиземья были построены Серые гавани (Митлонд) и основано эльфийское королевство Линдон, королём которого стал Гиль-галад. Для эдайн (людей) Валар создали остров Андор («Дарованная земля») между Аманом и Средиземьем. В 32 году Второй эпохи первые люди достигли этого острова, где было основано королевство Нуменор. Его первым королём стал Эльрос Тар-Миньятур, брат Эльронда. Спустя примерно 40 лет после начала Второй эпохи гномы из Эред Луин пришли в Мглистые горы, где начали строительство королевства Кхазад-дум.
В 600 году Второй эпохи первый корабль нуменорцев, «Энтулессе», под командованием Веантура, кормчего королевских кораблей при Тар-Элендиле, впервые совершил плавание в Средиземье, причалив в Серые гавани. Нуменорцы подружились с Гиль-галадом и эльфами Линдона и в последующие годы часто плавали в Средиземье, от Линдона на севере до Харада на юге. Нуменорцы делились знаниями с людьми Средиземья, привезли им пшеницу и виноград, научили сеять зерно и молоть муку, обрабатывать дерево и обтёсывать камень.
В 750 году Второй эпохи началось строительство города Ост-ин-Эдиль, столицы эльфийского королевства Эрегион. Эрегион располагался у Мглистых гор на юго-востоке Эриадора, у западных границ королевства гномов Кхазад-дум.
Саурон появился на востоке Средиземья примерно через пятьсот лет после начала Второй эпохи. В 882 году Эрейнион Гиль-галад отправил королю Нуменора письмо, в котором сообщил о появлении «новой тени на востоке» и предположил, что это «один из прислужников Моргота», который склоняет многих людей ко злу. Около 1000 года Второй эпохи Саурон поселился в Мордоре и, «обеспокоенный растущей мощью нуменорцев», начал там строительство крепости Барад-дур. Спустя 200 лет Саурон принял «прекрасный облик» и, назвавшись посланником Валар под именем Аннатар («Владыка даров») явился к Гиль-галаду и Эльронду, предлагая им свою «дружбу», однако они не доверились ему. После этого «Аннатар» явился в Эрегион, кузнецы которого во главе с Келебримбором согласились учиться его мастерству. Около 1500 года Второй эпохи были созданы Кольца власти: семь колец для гномов, и девять колец для людей, после чего Саурон покинул Эрегион. Спустя примерно 90 лет Келебримбор уже без участия Саурона создал три эльфийских кольца (Вилья, Ненья и Нарья). К 1600 году Саурон в Мордоре создал Единое кольцо для управления всеми остальными Кольцами власти; тогда же было завершено строительство Барад-дура. После создания Сауроном Единого кольца эльфы распознали его замысел; Келебримбор передал одно из трёх эльфийских колец Галадриэли, а остальные два отправил Гиль-галаду и Кирдану. В 1697 году Саурон с огромным войском разрушил Эрегион, убил Келебримбора и захватил семь колец гномов и девять колец людей (девять колец Саурон вручил королям людей, и они подчинили их его воле и в итоге сделали назгулами; семь колец получили владыки семи домов гномов, но, в отличие о людей, их Саурону не удалось подчинить, хотя кольца разожгли в их сердцах большую алчность). Эльронд, отправленный Гиль-галадом на помощь Эрегиону, отступил, основав Ривенделл как опорную крепость эльфов в Эриадоре. Врата Мории закрылись. За два последующих года Саурон захватил почти весь Эриадор. Гиль-галад обратился за помощью к королю Нуменора Тар-Минастиру, который выслал в Средиземье большой флот. Нуменорцы помогли эльфам разгромить армии Саурона, который поклялся отомстить Нуменору. После этого в Средиземье начался долгий период мира.
В последующие столетия нуменорцы стали основывать постоянные поселения на западном побережье Средиземья, «и мощь их возросла настолько, что Саурон долго не осмеливался показаться к западу от Мордора». Однако на востоке и юге Средиземья Саурон подчинил себе почти все людские племена. На Нуменор «пала тень»: многие нуменорцы стали подвергать сомнению заветы Валар, в частности, запрет плавать на запад (где находился Аман), также они завидовали бессмертию эльфов. Нуменорцы всё больше предавались гордыне, возводили себе богато украшенные гробницы; в Средиземье они стали собирали дань с местных племён. В 2251 году Второй эпохи в Нуменоре произошёл раскол: большая часть («люди короля») отказались от эльфийских обычаев и языков, меньшая часть («верные») продолжали дружбу с эльфами и чтить заветы Валар. В том же году в хрониках впервые зафиксировано появление назгулов. В 2280 году нуменорцы из числа «людей короля» сделали Умбар своей крепостью в Средиземье. «Люди короля» начали завоевание Харада и территорий к югу от него, подчинив их себе; даже Саурон боялся их и ушёл с тех земель. Нуменорцы из числа «верных» основали город Пеларгир на реке Андуин в 2350 году и использовали это поселение как свою основную гавань в Средиземье. В 2899 году королём Нуменора стал Ар-Адунахор. В его правление было запрещено говорить и учиться на эльфийских языках, начались преследования «верных» нуменорцев, а эльфы больше не посещали Нуменор, кроме как в тайне. Король Тар-Палантир сожалел о деяниях предыдущих королей, он хотел восстановления дружбы с Валар и эльфами и прекратил преследования «верных», однако в Нуменор больше не приходили корабли эльфов. Брат Тар-Палантира Гимильхад был предводителем «людей короля» (противников Валар) и «открыто противился воле Тар-Палантира»; в Нуменоре шла гражданская война. У Тар-Палантира была дочь Мириэль. После смерти короля Мириэль взял в жёны Фаразон, сын Гимильхада, вопреки её воле и вопреки законам Нуменора, ибо она была дочерью брата его отца. В 3255 году Второй эпохи он захватил власть в Нуменоре, назвав себя Ар-Фаразоном.
В 3261 году Второй эпохи Ар-Фаразон прибыл в Средиземье, высадившись с огромной армией в Умбаре. Он бросил вызов Саурону и потребовал от него явиться и присягнуть на верность. Саурон явился и сдался без боя, и был перевезён в Нуменор в качестве пленника. В Нуменоре Саурон в течение нескольких лет стал доверенным советником короля, после чего постепенно склонил его и большинство нуменорцев к поклонению Мелькору. В столице Нуменора Арменелосе был построен храм Мелькора, в котором приносили человеческие жертвы. С наступлением старости Ар-Фаразон ощутил приближение смерти, и Саурон пообещал ему вечную жизнь в случае захвата Амана и победы над Валар. Для этого Ар-Фаразон построил огромный флот. В 3319 году Второй эпохи флот нуменорцев отправился на войну против Валар. Когда армия Ар-Фаразона высадилась в Амане, Манвэ воззвал к Илуватару, «и в тот час Валар сложили с себя власть над Ардой». Эру Илуватар изменил природу мира: земля стала круглой, бездонная пропасть разверзлась в море между Нуменором и Бессмертными землями; все корабли нуменорцев увлекло в пропасть, и все они утонули. Ар-Фаразон и смертные воины, ступившие на землю Амана, погребены были под обломками скал. Нуменор был уничтожен до основания и погрузился под воду.
При падении Нуменора спаслись «верные» во главе с Элендилем и его сыновьями Исильдуром и Анарионом. Их девять кораблей добрались до берегов Средиземья. Элендиль и его сыновья основали в Средиземье новые королевства: Гондор и Арнор. Саурон погиб в Нуменоре, но его дух уцелел и вернулся в Мордор. Примерно через сотню лет набравший сил Саурон напал на Гондор и захватил крепость Минас Итиль. Элендиль попросил помощи у Гиль-галада, и в 3430 году люди и эльфы заключили Последний союз. В 3434 году в битве при Дагорладе войска эльфов и людей одержали победу и началась осада Барад-дура, которая длилась семь лет. Во время осады погиб Анарион. В конце сам Саурон вышел биться с Гиль-галадом и Элендилем, и оба они погибли, а меч Элендиля Нарсиль сломался под тяжестью падающего тела. Саурон был повержен; обломком Нарсиля Исильдур отсёк Саурону палец с надетым на него Единым кольцом и забрал кольцо себе. Так в 3441 году закончилась Вторая эпоха.

### Третья эпоха
Третья эпоха Средиземья длилась 3021 год, начавшись с первого падения Саурона, побеждённого Последним союзом эльфов и людей, и завершилась его окончательным поражением в Войне Кольца (англ. War of the Ring).
Почти все события Третьей эпохи происходят в Средиземье. В начале Третьей эпохи королевства людей находились на пике могущества: на севере Арнор, на юге — Гондор. Однако в 861 году Арнор распался на три более мелких королевства — Артэдайн, Рудаур и Кардолан, которые по одиночке пали в войнах с Королём-чародеем Ангмара. Королевство Гондор просуществовало всю Третью эпоху, хотя подвергалось атакам племён с востока, пиратов Умбара и Короля-чародея. В 2050 году Третьей эпохи умер Эарнур, последний король Гондора; на нём прервался род Анариона. После этого Гондором правили наместники (англ. Stewards).
В целом Третья эпоха характеризовалась постепенным угасанием эльфийской культуры. После конца Второй эпохи многие эльфы отплыли в Валинор. В Средиземье остались эльфийские королевства в Линдоне, Ривенделле, Лотлориэне и Лихолесье, но эльфы избегали вмешиваться в события других народов и занимались только своими землями. Между тем Саурон постепенно восстанавливал силы, поначалу скрываясь в крепости Дол Гулдур, а затем открыто проявив себя в Мордоре.
Примерно в 1000 году Третьей эпохи в Средиземье прибыли Истари (Маги) для помощи свободным народам в борьбе с Сауроном. Самыми известными из них были Саруман и Гэндальф. В 2463 году хоббит Деагол нашёл считавшееся утерянным Единое кольцо, но Смеагол убил его и забрал кольцо себе. Кольцо постепенно развратило Смеагола, превратив в Голлума, который затем скрытно обитал в пещерах Мглистых гор.
В 2063 году Гэндальф прибыл в Дол Гулдур, после чего Саурон бежал оттуда и прятался на востоке. На протяжении примерно четырёх столетий он открыто не проявлял себя, как и назгулы. В 2460 году Саурон вернулся в Дол Гулдур. В 2941 году произошли события, описанные в повести «Хоббит, или Туда и обратно». К началу событий, описываемых в романе «Властелин колец», набравший силы Саурон вернулся в Мордор и активно искал Единое кольцо. События Войны Кольца подробно описаны в романе. После уничтожения Единого кольца и поражения Саурона Арагорн стал королём Гондора, восстановив прерванную линию королей.
После падения Барад-дура орки из Дол Гулдура нападали на Лотлориэн. Однако их намерениям не было суждено осуществиться: лориэнские эльфы отразили три штурма, а потом сами перешли в наступление, и вместе с эльфами Лихолесья взяли Дол Гулдур и разрушили его стены. После победы в Войне Кольца Лихолесье было переименовано в Эрин Ласгален (в переводе с синдарина — «Ясный лес»). Северная часть леса отошла к королевству Трандуила, а южная стала называться Восточным Лориэном.
Формально Третья эпоха Средиземья закончилась, когда хранители Единого кольца, хоббиты Фродо и Бильбо, и хранители Трёх эльфийских колец (Гэндальф, Галадриэль и Эльронд), покинули Средиземье (29 сентября 3021 года Т. Э.), уплыв в Аман. Однако по новому летосчислению Гондора конец эпохи наступил раньше, 25 марта 3021 года (вторая годовщина уничтожения Кольца и падения Саурона)..

### Четвёртая эпоха
С окончанием Третьей эпохи в Средиземье полностью наступило владычество людей, и в Четвёртую эпоху их королевства процветали. Гондор и Арнор объединились под властью короля Элессара, образовав Воссоединённое Королевство. Также под его покровительством существовали Рохан и Шир, причём последний, согласно королевскому указу, был объявлен заповедной землёй хоббитов, а людям было запрещено заходить туда без их разрешения.
Однако многие эльфы, к тому времени окончательно потеряв интерес к жизни в мире смертных, в начале Четвёртой эпохи предпочли покинуть Средиземье и отправились в Бессмертные Земли Амана, а те из них, кто решил остаться, в конечном счёте «умалились» и «истаяли». Тем не менее, небольшая колония эльфов Мирквуда под предводительством Леголаса была основана и некоторое время благополучно существовала в Итилиэне, помогая людям Гондора облагораживать этот край после войны с Сауроном.
В Четвёртую эпоху гномы из народа Дурина жили в основном в Эреборе. В это же время член Братства Кольца Гимли, сын Глоина, основал независимое княжество гномов в Блистающих пещерах Агларонда под Хельмой Падью, и именно эти гномы под руководством Гимли позднее занимались реставрацией укреплений и украшением Минас Тирита (в частности, сработав новые, более крепкие городские ворота из стали и митриля). Также было предсказано, что среди потомков короля Даина в седьмой и последний раз возродится праотец Дурин, который восстановит великое гномье царство Кхазад-дум. Однако после периода процветания и мира гномы в свой черёд перестанут существовать, став персонажами человеческих сказок.
В 61 году после смерти жены, Рози Коттон, состарившийся Сэм Гэмджи отправился в Серые Гавани и отплыл на запад на правах последнего оставшегося в живых хранителя Кольца. Перед уходом он оставил Алую книгу своей дочери Эланор, в роду которой рукопись передавалась из поколение в поколение.
В 120 году скончался король Элессар, и его сын Эльдарион, рождённый Арвен Ундомиэлью, унаследовал корону Гондора и скипетр Арнора. Арагорн отдал ему знаки монаршей власти, а затем добровольно отказался от жизни, как это делали его предки-нуменорцы тысячи лет назад до своего падения. Королева Арвен оставила Минас Тирит, уйдя в теперь уже опустевшую землю Лотлориэна, где и умерла на вершине холма Керин Амрот через год после смерти мужа. Эльдариону и многим поколениям его потомков было суждено править «великой и долговечной» державой, однако продолжительность жизни представителей королевской династии продолжала неуклонно убывать, пока не стала сравнимой с таковой у обычных людей.
В год кончины Арагорна покинул Средиземье и отправился на запад Леголас; по преданию, он взял с собой Гимли, который желал в последний раз взглянуть на леди Галадриэль. Так был положен конец Братству Кольца в Средиземье.
Последней достоверной датой в летописях Четвёртой эпохи был 172 год, когда королевский летописец Гондора Финдегиль завершил составлении копии Алой книги. Однако эта копия была составлена на основе другой, более ранней копии оригинала, которая хранилась в Великих Смиалах, вотчине рода Туков. Ранее после смерти короля Эомера в 64 году покинули Шир и переехали в Гондор Мериадок Брендибак и Перегрин Тук; последний забрал с собой копию Алой книги, с которой потом работал Финдегиль. В 120 году останки Мериадока и Пиппина были перезахоронены рядом с местом упокоения Арагорна в королевской усыпальнице Минас Тирита.

### Возможное будущее
Поздние эпохи Детей Илуватара продолжаются вплоть до наших дней, а утратившая волшебство Арда приравнивается к древней Земле. С уходом всех её нечелоческих народов и изменением континентов, всё, что осталось от Средиземья — это смутное воспоминание в фольклоре, легендах и старых словах. В письме, написанном в 1958 году, Толкин в умозрительных выражениях примерно подсчитал, что Четвёртая эпоха началась около 6000 лет назад (если отсчитывать от середины XX века), и с некоторой неопределённостью отметил, что сейчас люди находятся то ли ближе к концу Шестой эпохи, то ли уже в начале Седьмой.
Однако позднее, уже в 1960 году, в ряде заметок Толкин поменял своё мнение и привёл более точные цифры. Так, он писал, что между 1960 годом (дата написания заметки) Седьмой эпохи и прибытием эдайн в восточный Белерианд в 310 году Солнца Первой эпохи миновало ровно 16 000 лет:39. Таким образом, как комментирует Карл Ф. Хостеттер, Толкин чётко соотнёс дату начала христианского летоисчисления с началом Седьмой эпохи Средиземья:402, тогда как средняя продолжительность поздних эпох, в соответствии с ремаркой Толкина о том, что эпохи имели свойство «укорачиваться» со временем, составила бы примерно 2430 лет. Эти заметки были опубликованы посмертно в сборнике «Природы Средиземья».

## Конец света
В тексте подробно развёрнутого письма, отправленного американскому книгоиздателю Мильтону Уолдману в конце 1951 года, Дж. Р. Р. Толкин следующим образом кратко резюмировал своё понимание эсхатологии Средиземья:

Этот легендариум [Средиземья] завершается повествованием о конце мира, о его разрушении и возрождении, о возвращении Сильмарилей и «света до Солнца» — после последней битвы, которая, как мне кажется, более всего прочего навеяна древнескандинавским образом Рагнарёка, хотя не слишком-то на него похожа.
Оригинальный текст (англ.)This legendarium [of Middle-earth] ends with a vision of the end of the world, its breaking and remaking, and the recovery of the Silmarilli and the 'light before the Sun' — after a final battle which owes, I suppose, more to the Norse vision of Ragnarök than to anything else, though it is not much like it..

Концепция Дагор Дагорат (синд. Dagor Dagorath) — последней титанической битвы света и тьмы в конце времён — фигурирует во многих рукописях и черновиках Толкина, которые были опубликованы посмертно в многотомном цикле «Истории Средиземья» его сыном Кристофером. Тем не менее, этот сюжет так и не попал в опубликованную компиляцию «Сильмариллиона», где окончательная судьба Арды остаётся открытой в заключительных строках последней главы «Квенты Сильмариллион».
Согласно наиболее позднему варианту этого предания, в конце Первой эпохи, после изгнания Моргота за пределы мира, Мандос предрёк видение будущего. Согласно его пророчеству, Морготу будет суждено вновь вернуться в Арду через Врата Ночи: он уничтожит Луну и Солнце, но Эарендиль сбросит его с небес на равнину Валинора, где в решающем бою против Моргота выступят Тулкас и Эонвэ. Рядом с ними обоими будет стоять возрождённый из мёртвых Турин Турамбар, который нанесёт поверженному Морготу смертельный удар мечом Гуртангом; так будет отмщено всё человечество. После этого Арда Искажённая будет уничтожена и переделана, а Сильмарили будут извлечены из воздуха, земли и моря. Тогда Феанор разобьёт самоцветы, и при помощи их света Йаванна вернёт к жизни Два Древа, которые осветят всю землю, и воцарится мир. Однако судьба Турина после завершения этих событий не совсем ясна: при пересмотре главы Толкин вычеркнул текст, где говорилось, что Турин займёт своё место среди «богов» (Валар); при этом на полях рукописи также было добавлено имя Берена. Непонятно, заменил ли Турина Берен в этой истории, или они оба участвовали в битве.
Однако следует отметить, что позднее Толкин пришёл к мысли, что у самих эльфов отсутствовали какие-либо объективные представления о конце Арды, хотя они и с некоторой ясностью понимали, что он будет сопряжён с масштабной катастрофой. Единственным, на что рассчитывали эльфы, было эстель — надежда, упование на Эру, что его божественный замысел в конечном счёте увенчается спасением и благом для всего воплощённого мира и населяющих его народов. В этом контексте, предание о втором пророчестве Мандоса и конкретных событиях Дагор Дагорат в действительности являлось исконно человеческим мифом нуменорского происхождения, равно как и «Сильмариллион» в целом — результатом «смешения» человеческих (нуменорских) преданий и вымыслов с легендами и летописями эльфов.

## Комментарии
1. ↑  Кристофер Толкин назвал серию книг, анализирующих черновики и неизданные тексты Дж. Р. Р. Толкина, «Историей Средиземья»; ряд исследователей, включая Брайана Роузбери, отметили, что логичнее было бы назвать её «Историей Арды», так как Средиземье — это лишь один континент, а многие сюжеты сочинений Толкина касаются других контентов — Амана (Валинора) и Нуменора[2].
2. ↑  Согласно тексту «Анналов Амана», опубликованных в «Кольце Моргота», до первого восхода Солнца 9,582 солнечных года составляли ровно один валианский год.
3. ↑  Помимо «Сильмариллиона», разные версии истории о Берене Лутиэн рассказаны в «Книге утраченных сказаний» (1983 и 1984 год), «Балладах Белерианда» (1985 год) и отдельной книге «Берен и Лутиэн» (2017 год).
4. ↑  Помимо «Сильмариллиона», разные версии истории о Гондолине рассказаны в «Неоконченных преданиях» (1980 год), «Книге утраченных сказаний» (1983 и 1984 год), «Балладах Белерианда» (1985 год) и отдельной книге «Падение Гондолина» (2019 год).
5. ↑  В переводах «Властелина Колец» В. Муравьёва и опубликованного «Сильмариллиона» Н. Чертковой (Эстель) — Предначальная Эпоха.

### Первичные источники (тексты Толкина)
1. 1 2  Tolkien, 1977. «Сильмариллион», «Айнулиндалэ».
2. 1 2 3 4 5 6 7 8 9 10 11 12 13 14 15 16 17 18 19  Tolkien, 1993. «Кольцо Моргота», «Анналы Амана».
3. 1 2 3 4 5 6 7  Tolkien, 1977. «Сильмариллион», глава 1 «О начале дней».
4. ↑  Tolkien, 1986. «Устроение Средиземья», «Амбарканта»
5. ↑  «Сильмариллион», глава 2 «Об Аулэ и Йаванне».
6. 1 2 3 4 5 6 7 8 9  Tolkien, 1994. «Война Самоцветов», «Серые анналы».
7. 1 2  Tolkien, 1977. «Сильмариллион», глава 3 «О приходе эльфов и пленении Мелькора».
8. ↑  Tolkien, 1977. «Сильмариллион», глава 5 «Об Эльдамаре и владыках Эльдалиэ».
9. ↑  «Сильмариллион», глава 6 «О Феаноре и освобождении Мелькора».
10. ↑  Tolkien, 1977. «Сильмариллион», глава 7 «О сильмарилях и смуте среди нолдор».
11. ↑  Tolkien, 1977. «Сильмариллион», глава 8 «О том, как на Валинор пала тьма».
12. ↑  Tolkien, 1977. «Сильмариллион», глава 9 «О бегстве нолдор».
13. ↑  Tolkien, 1977. «Сильмариллион», глава 11 «О Солнце и Луне, и о сокрытии Валинора».
14. 1 2 3  Tolkien, 1977. «Сильмариллион», глава 12 «О людях».
15. 1 2 3 4  Carpenter, 1981, #211 to Rhona Beare, 14 October 1958, last footnote
16. ↑  Carpenter, 1981, #328 to Carole Batten-Phelps (draft), Autumn 1971
17. 1 2 3  Tolkien, 2021. «Природа Средиземья», VI. Пробуждение квенди: «Мы живём в 1960 году 7-й Эпохи — 16 000 лет назад [от 310 Бел.]».
18. ↑  Tolkien, 1996. «Народы Средиземья», «О гномах и людях».
19. 1 2 3  Tolkien, 2021. «Природа Средиземья».
20. ↑  Tolkien, 1987, p. 118: «Even as Fingolfin set foot in Middle-earth the First Ages of the World were ended.»
21. ↑  Tolkien, 1986, p. 310: «So ended the First Age of the World and Beleriand was no more.»
22. ↑  Tolkien, 1996. «Народы Средиземья», «Повесть лет Второй эпохи»
23. ↑  Tolkien, 1977. «Сильмариллион», глава 10 «О синдар»
24. 1 2  Tolkien, 1977. «Сильмариллион», глава 13 «О возвращении нолдор».
25. ↑  Tolkien, 1977. «Сильмариллион», глава 14 «О Белерианде и его королевствах».
26. ↑  Tolkien, 1977. «Сильмариллион», глава 17 «О приходе людей на запад».
27. ↑  Tolkien, 1977. «Сильмариллион», глава 15 «О нолдор в Белерианде».
28. ↑  Tolkien, 1977. «Сильмариллион», глава 18 «О разрушении Белерианда и смерти Финголфина».
29. ↑  Tolkien, 1977. «Сильмариллион», глава 19 «О Берене и Лутиэн».
30. ↑  Tolkien, 1977. «Сильмариллион», глава 20 «О пятой битве: Нирнаэт Арноэдиад».
31. ↑  Tolkien, 1977. «Сильмариллион», глава 21 «О Турине Турамбаре».
32. 1 2 3 4 5  Tolkien, 1994. «Война Самоцветов», «Повесть лет».
33. ↑  Tolkien, 1977. «Сильмариллион», глава 22 «О гибели Дориата».
34. ↑  Tolkien, 1977. «Сильмариллион», глава 23 «О Туоре и падении Гондолина».
35. 1 2 3  Tolkien, 1955. «Возвращение короля», Приложение B.
36. 1 2  Tolkien, 1993. «Кольцо Моргота», «Преображённые мифы».
37. 1 2  Tolkien, 1977. «Сильмариллион», глава 24 «О плавании Эарендиля и Войне гнева».
38. 1 2 3 4 5 6  Tolkien, 1977. «Сильмариллион», «Акаллабет».
39. ↑  Tolkien, 1977. «Сильмариллион», Указатель имён и названий.
40. 1 2 3 4 5 6 7 8 9  Tolkien, 1955. «Возвращение короля», Приложение B. «Вторая эпоха».
41. ↑  Tolkien, 1977. «Сильмариллион».
42. ↑  Tolkien, 1980. «Неоконченные предания Нуменора и Средиземья».
43. ↑  Tolkien, 1987. «Утраченный путь и другие истории».
44. ↑  Tolkien, 1993. «Кольцо Моргота».
45. ↑  Tolkien, 1996. «Народы Средиземья».
46. ↑  Tolkien, 1980 «Неоконченные предания Нуменора и Средиземья», часть вторая, «Описание острова Нуменор».
47. 1 2 3 4 5  Tolkien, 1980. «Неоконченные предания Нуменора и Средиземья», часть вторая, «История Галадриэли и Келеборна».
48. ↑  Tolkien, 1980. «Неоконченные предания Нуменора и Средиземья», часть вторая, «Алдарион и Эрендис».
49. 1 2 3  Tolkien, 1977. «Сильмариллион», «О кольцах власти и Третьей эпохе».
50. 1 2 3 4 5 6 7 8  Tolkien, 1955. «Возвращение короля», Приложение B. «Третья эпоха».
51. 1 2 3 4 5  Tolkien, 1955. «Возвращение короля», Приложение B. «Поздние события, касающиеся соратников Братства Кольца».
52. ↑  Tolkien, 1993. «Кольцо Моргота», «Законы и обычаи эльдар».
53. 1 2 3  Tolkien, 1955. «Возвращение короля», Приложение A. «Народ Дурина».
54. ↑  Tolkien, 1996. «Народы Средиземья», «Создание Приложения A».
55. ↑  Tolkien, 1955. «Возвращение короля», Приложение A. «Повесть об Арагорне и Арвен».
56. ↑  Tolkien, 1996. «Народы Средиземья», «Повесть лет Третьей эпохи».
57. ↑  Tolkien, 1996. «Народы Средиземья», «Наследники Элендиля».
58. ↑  Tolkien, 1954a. «Братство Кольца», Пролог. «Заметка о летописях Шира».
59. ↑  Tolkien, 2021. «Природа Средиземья», Приложение I («Метафизические и теологические темы»)
60. 1 2  Carpenter, 1981, #131 to Milton Waldman, late (September?) 1951
61. ↑  Tolkien, 1986. «Устроение Средиземья», «Квента Нолдоринва».
62. 1 2  Tolkien, 1987. «Утраченный путь и другие произведения», «Квента Сильмариллион»
63. 1 2  Tolkien, 1994. «Война Самоцветов», Последние главы «Квенты Сильмариллион»
64. ↑  Carpenter, 1981, #283a to Dick Plotz, 12 January 1966 (extended edition, 2023)
65. ↑  Tolkien, 1993. «Кольцо Моргота», «Речи Финрода и Андрет».
66. ↑  Tolkien, 1996. «Народы Средиземья», «Последние работы».
67. ↑  Carpenter, 1981, #325 to Roger Lancelyn Green, 17 July 1971

### Вторичные источники
1. ↑  Kocher, 1974, pp. 8—11.
2. ↑  Rosebury, 2003, pp. 89—133.
3. 1 2  Fonstad, 1991, p. 3.
4. ↑  Foster, 1978, pp. 184, 553—557.
5. ↑  Shippey, 2005, pp. 324—328.
6. ↑  Lee & Solopova, 2005, pp. 256—7.